# Яймозеро
Яймозеро — пресноводное озеро на территории Винницкого сельского поселения Подпорожского района Ленинградской области.

## Общие сведения
Площадь озера — 1,8 км², площадь водосборного бассейна — 110 км². Располагается на высоте 129,6 метров над уровнем моря.
Форма озера продолговатая: оно более чем на два километра вытянуто с запада на восток. Берега несильно изрезанные, каменисто-песчаные, преимущественно возвышенные.
С южной стороны из Яймозера вытекает река Яйма, впадающая с левого берега в реку Пётку, впадающую в Чикозеро, из которого берёт начало река Паданка, впадающая в реку Шокшу. Шокша, в свою очередь, впадает в реку Оять, левый приток Свири.
С северо-востока в Яймозеро впадает река Гонга, вытекающая из Гонгозера.
В озере расположено не менее трёх небольших безымянных островов.
Населённые пункты и автодороги вблизи водоёма отсутствуют.
Код объекта в государственном водном реестре — 01040100811102000015807.